# Lídia Fülöp
Lídia Fülöp (n. 22 mai 1925, Balinț, Timiș, România – d. 28 iulie 2017) a fost o poetă și scriitoare care a activat preponderent în orașul Lugoj. În operele sale a abordat cu precădere teme precum experiențele personale și viața de zi cu zi.

## Biografie
S-a născut la Balinț pe data de 22 mai 1925 din căsătoria lui József Varga și Krisztina Molnár.
Provenea dintr-o familie de fermieri, dar dorința de învățare a împins-o spre o altă direcție.
După ce a terminat studiile primare în satul natal își dă examenul de bacalaureat în anul 1969 după o serie de greutăți întâmpinate pe parcurs.
Din căsătoria cu János Fülöp i s-au născut două fiice, Jolán și Mária. A rămas însă văduvă devreme. La început, a lucrat ca angajată a Fabricii de textile din Lugoj, iar mai târziu drept contabilă până la pensionare.
În 1978 a vizitat Marocul la invitația fiicei sale, Mária, experiențe care i-au influențat decisiv și activitatea de prozatoare.
A activat și ca presbiter în comunitatea reformată din Lugoj.
Lídia Fülöp a murit pe 28 iulie 2017, la vârsta de 92 de ani, și a fost înmormântată pe 31 iulie în cimitirul din strada Lipovei din Viile Satu Mare.
La ceremonia de înmormântare au participat Zoltán Gáll, pastorul reformat din Lugoj, și admiratori din orașul care a primit-o, veniți să-i aducă un ultim omagiu. În discursul său de rămas bun, József Kovács, un pastor reformat local, cinstindu-i cariera a conchis : „Congregația noastră a primit-o în sânul ei și acum îi mulțumește lui Dumnezeu pentru toate contribuțiile sale lumești”.

## Cariera literară
Lídia Fülöp este membru fondator al cercului literar creat în 1972, care inițial a purtat numele József Attila iar mai apoi Szombati-Szabó István și în care a activat în cele din urmă în calitate de președinte cu o perseverență exemplară timp de mulți ani.
În cariera sa a publicat un total de aproximativ 30 de volume de poezii și memorii.
În semn de recunoaștere a muncii sale, i s-a acordat Premiul Julianus și a fost membru al Uniunii Scriitorilor din România.
A fondat împreună cu Király Zoltán, Király Rozália și Pozsár Iosif ziarul local destinat comunității maghiare Lugosi Hírmondó și a făcut parte alături de aceștia și din colegiul de redacție al ziarului.

## Volume publicate
- Az én ibolyáim/ Viorelele mele, versuri, București, Editura Litera, 1977;
- Hosszú úton/ Drum lung, versuri, București, Editura Litera, 1979;
- Az én utcám/ Strada mea, versuri, Lugoj, Editura Dacia Europa Nova, 1997;
- Tenyérnyi napfény/ Un petec de soare, amintiri de călătorie, Lugoj, Editura Dacia Europa Nova, 1998;
- Lugosi Krónika/ Cronica lugojeană, Timișoara, Editura Helicon, 1998;
- Bega parti kavicsok/ Pietricele de pe malul Begăi, proză, Lugoj, Editura Dacia Europa Nova, 1999.